# Кривошеїн Олександр Сергійович
Олександр Сергійович Кривошеїн (рос. Александр Сергеевич Кривошеин; нар. 11 вересня 1930, Воронеж) — російський радянський художник театру.

## Біографія
Народився 11 вересня 1930 в Воронежі. 1958 року закінчив художньо-постановочний факультет Ленінградського інституту театру, музики та кінематографії.
Працював:
- у 1963—1967 роках художником у Куйбишевському театрі драми імені М. Горького;
- у 1967—1973 роках головним художником Казахського театру драми імені М. Ауезова в Алма-Аті;
- у 1973—1978 роках головним художником Кишинівського театру опери та балету;
- у 1978—1981 роках головним художником Воронезького театру опери та балету;
- З 1981 року — головним художником Кримського російського театруру драми імені М. Горького.

Лауреат Державної премії УРСР імені Т. Г. Шевченка (за 1982 рік; разом з В. Терентьєвим (режисером-постановником), М. Мірошниченком (автором п'єси), А. Гончаром (виконавцем ролі Автора й першого секретаря обкому партії) за виставу «Відродження» («Возрождение») за однойменною книгою Л. І. Брежнєва в Одеському російському драматичному театрі імені А. В. Іванова.

## Творчість
Серед вистав:
- «Тіні зникають опівдні» А. Іванова;
- «Протокол одного засідання» О. Гельмана;
- «Перехрестя» В. Загорського (балет за мотивами віршів Ф. Гарсіа Лорки);
- «Богема» Дж. Пуччіні;
- «Євгеній Онєгін» П. Чайковського;
- «Совість» В. Панової;
- «Третя патетична» М. Погодіна;
- «Відродження» і «Цілина» М. Мірошниченка;
- «Отелло».